# Rückwärtskalkulation
Die Rückwärtskalkulation gehört zur Gruppe der Handels-Industriekalkulationen und wird verwendet, wenn der Listenverkaufspreis eines Produktes vorgegeben ist und der maximale Listeneinkaufspreis ermittelt werden soll. Des Weiteren steht hier üblicherweise der prozentuale Gewinn fest. 
Der Unterschied zur Vorwärtskalkulation ist, dass man bei der Rückwärtskalkulation nicht beim Listeneinkaufspreis, sondern beim Listenverkaufspreis beginnt:
```
  
Listenverkaufspreis

     -Kundenrabatt
  
Zielverkaufspreis

     -Vertreterprovision
     -Kundenskonto
  
Barverkaufspreis

     -Gewinnzuschlag
  
Selbstkosten

    -Handlungskostenzuschlag
  
Bezugspreis

     -Bezugskosten
  
Bareinkaufspreis

     +Liefererskonto
  
Zieleinkaufspreis

     +Liefererrabatt
= 
Listeneinkaufspreis
```

## Erläuterung
- Der Listenverkaufspreis  setzt sich aus Zielverkaufspreis und Kundenrabatt (wird vom Verkäufer festgelegt) zusammen.
- Der Kundenrabatt ist der Rabatt, den der Verkäufer dem Kunden gewährt. Man unterscheidet zwischen Treuerabatt und Mengenrabatt.
- Der Zielverkaufspreis setzt sich zusammen aus Vertreterprovision, Kundenskonto und Barverkaufspreis
- Die Vertreterprovision ist die Provision, die ein Verkäufer für den Vertragsabschluss erhält. Sie mindert den Barverkaufspreis prozentual.
- Der Kundenskonto (üblicherweise 2–3 %) wird dem Kunden bei Barzahlung oder Zahlung innerhalb einer bestimmten Frist (in der Regel zwei Wochen) gewährt.
- Der Barverkaufspreis setzt sich zusammen aus Selbstkosten und Gewinn.
- Der Gewinn wird auf die Selbstkosten aufgerechnet und bildet mit den Selbstkosten den Barverkaufspreis. Er wird vom Verkäufer festgelegt.
- Die Selbstkosten sind die Kosten, die für Material, Fertigung, Entwicklung, Verwaltung und Vertrieb entstehen. Sie setzen sich zusammen aus Handlungskosten und Bezugspreis bzw. Einstandspreis.
- Die Handlungskosten beziehen sich prozentual auf den Bezugspreis. Sie beinhalten Kosten für „unproduktives Personal“ (d. h. Mitarbeiter, die nicht direkt an der Herstellung eines Produktes oder dem Anbieten einer Dienstleistung beteiligt sind), Miete, Abschreibungen, Büro- und Verbrauchsmaterial sowie Stromkosten.
- Der Bezugspreis ist der Preis, der dem Unternehmen entsteht, bis die Ware auf dem Hof des Unternehmers verfügbar ist.
- Die Bezugskosten sind die Kosten, die für den Einkauf der Ware anfallen (z. B. Fracht oder Versandkosten).
- Der Bareinkaufspreis setzt sich zusammen aus den Bezugskosten abzüglich des Bezugspreises.
- Der Liefererskonto ist ein Nachlass, den der Lieferant dem Unternehmer bei Barzahlung oder Zahlung innerhalb einer bestimmten Frist (in der Regel 2 Wochen) gewährt.
- Der Zieleinkaufspreis setzt sich zusammen aus Lieferrabatt und Bareinkaufspreis.
- Der Lieferrabatt ist ein Nachlass, den der Lieferant dem Unternehmer z. B. bei der Abnahme höherer Stückzahlen gewährt. Er wird vom Listeneinkaufspreis abgezogen.
- Der Listeneinkaufspreis ist der Preis, den das Produkt maximal kosten darf, damit der Verkäufer es zu dem vorgegebenen Listenverkaufspreis anbieten kann.